# Hakaharpalus
Hakaharpalus es un  género de coleópteros adéfagos de la familia Carabidae.

## Especies
Comprende las siguientes especies:
- Hakaharpalus cavelli (Broun, 1893)
- Hakaharpalus davidsoni Larochelle & Lariviere, 2005
- Hakaharpalus maddisoni Larochelle & Lariviere, 2005
- Hakaharpalus patricki Larochelle & Lariviere, 2005
- Hakaharpalus rhodeae Larochelle & Lariviere, 2005